# Herbert Schildbach

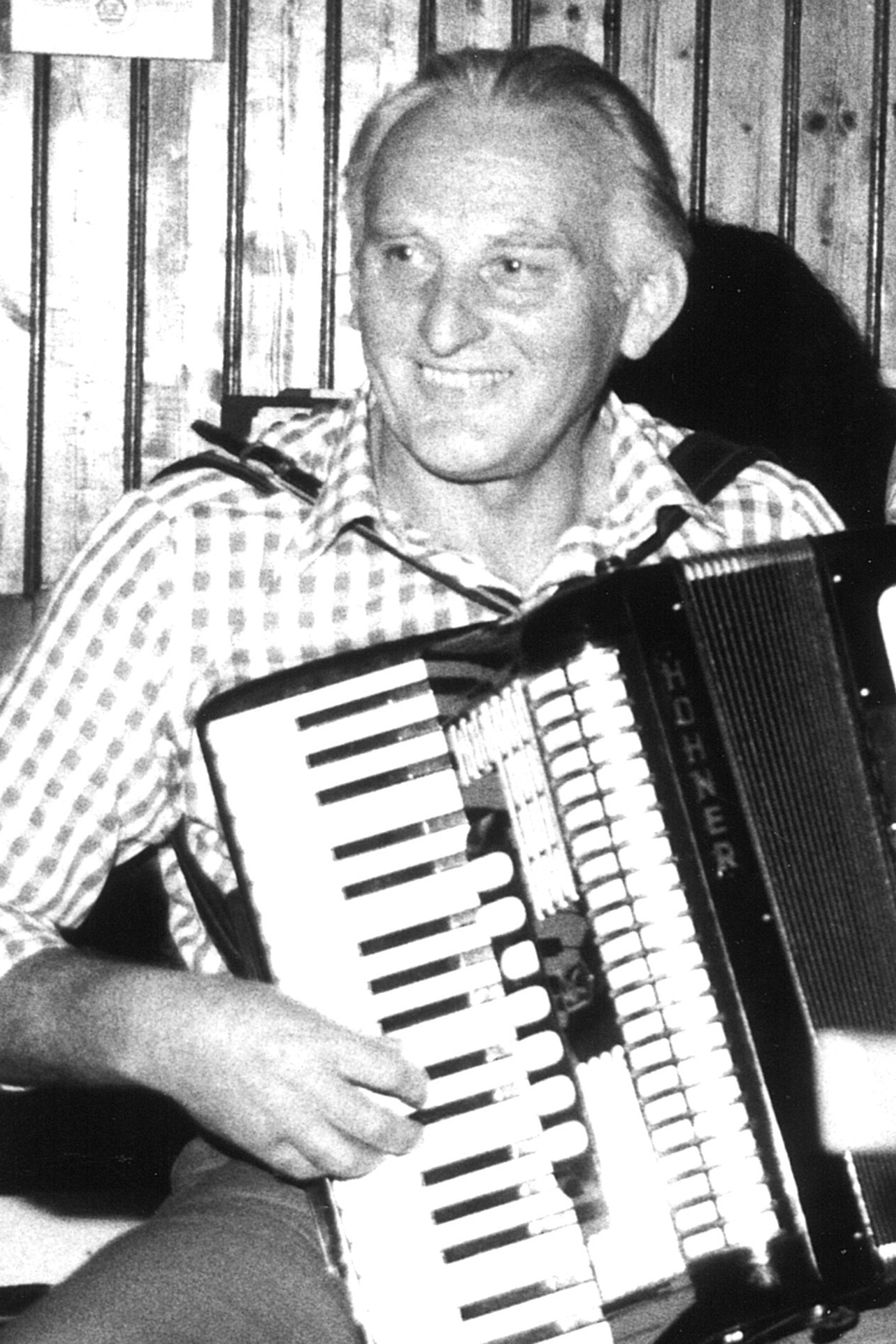
Herbert Schildbach

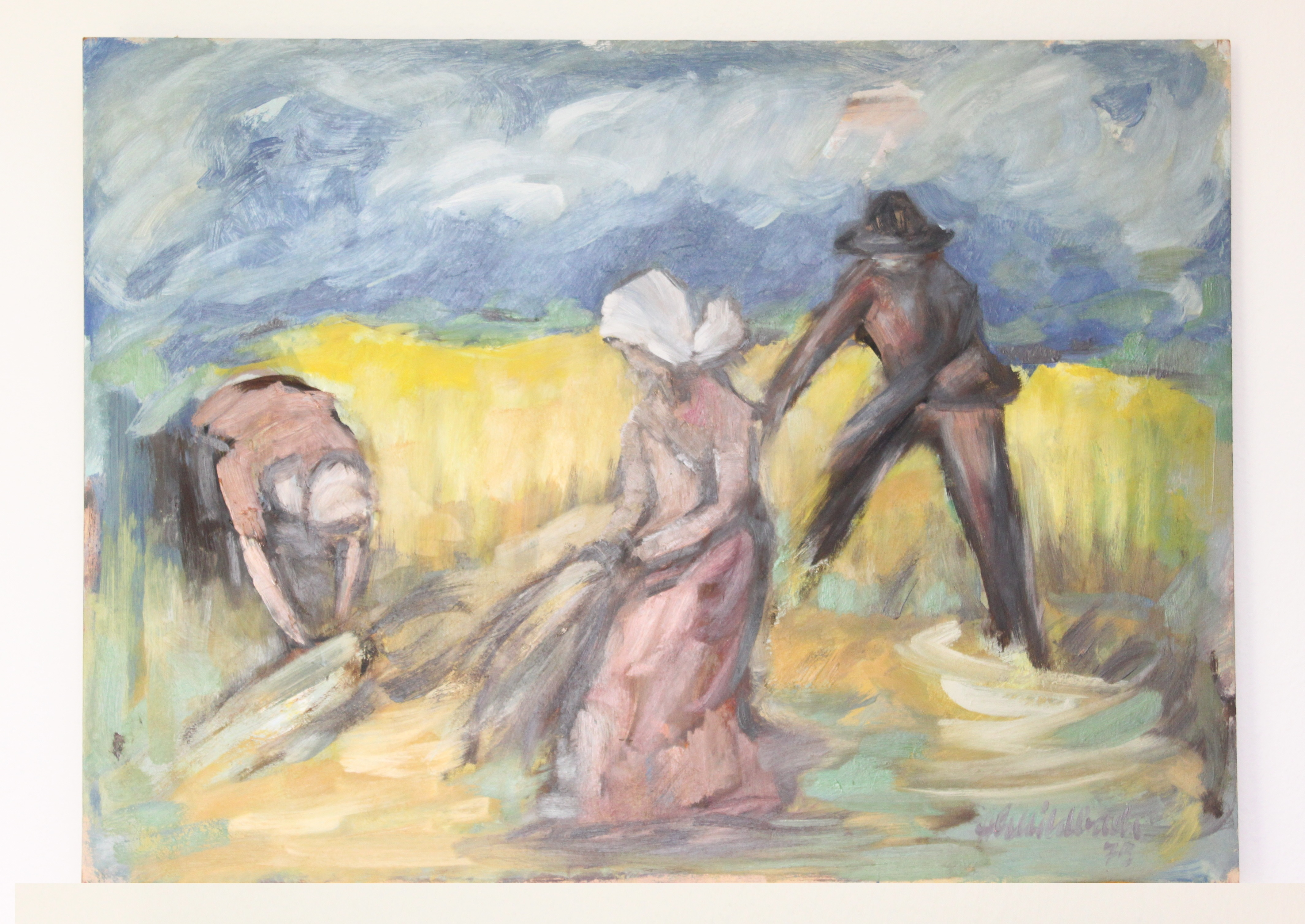
Erntezeit

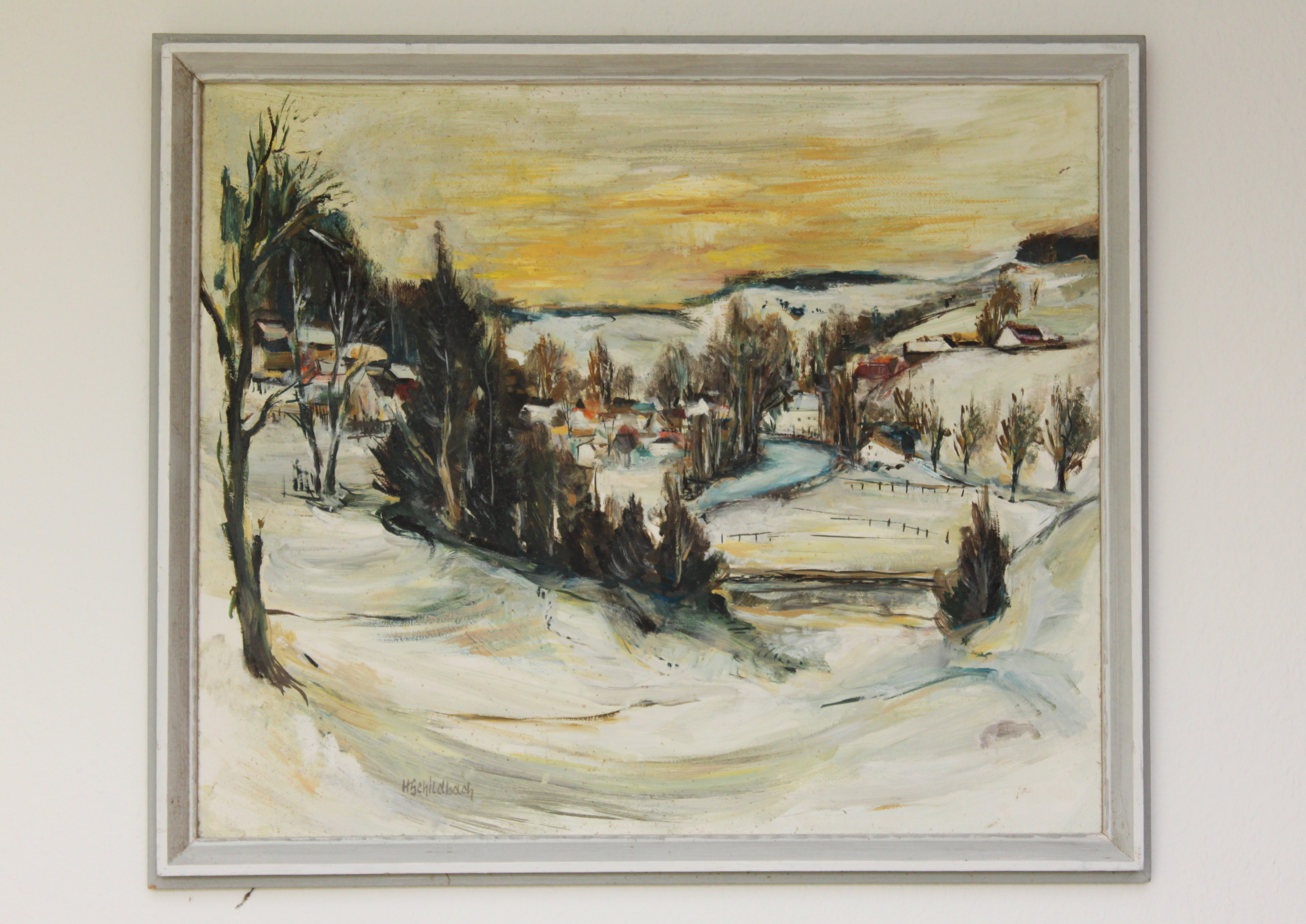
Winterliches Dorf

Herbert Schildbach (* 13. November 1923 in Schwarzenbach an der Saale; † 2. November 2016 ebenda) war ein deutscher Maler.

## Leben
Herbert Schildbach war der Sohn des Webers August Schildbach und dessen Ehefrau Anna. Er hatte drei Geschwister. Er besuchte von 1929 bis 1938 die Volksschule in Schwarzenbach und begann 1938 eine Ausbildung zum Baukaufmann im Baugeschäft Wild in Schwarzenbach. Im Jahr 1941 wurde er zum Russlandfeldzug eingezogen, er kehrte 1946 aus dem Krieg zurück. Aus der Ehe mit seiner Frau Helga, geborene Riedlinger gingen zwei Töchter hervor. Bis zu seiner Rente arbeitete er bei der Firma Wild.

## Künstlerisches Schaffen
Herbert Schildbach interessierte sich schon seit seiner Jugend für die Malerei und brachte sich sein Wissen autodidaktisch bei. Als Freund und Mentor stand ihm der Schwarzenbacher Maler Anton Richter zur Seite, den er des Öfteren auf Malexkursionen begleitete. Herbert Schildbach malte und arbeitete überwiegend in einem kleinen Raum im Untergeschoss seines Hauses am Gollersberg. Gerne war er aber auch mit Bleistift und Zeichenblock in der freien Natur unterwegs. Ab 1964 entstanden eigene Arbeiten in Öl und Acryl sowie Zeichnungen mit Kohlestiften. Die Bilderrahmen, die in Form und Farbe zum Gemälde passen sollten, fertigte er selbst an. Seine bevorzugten Motive waren die Umgebung und Dörfer rings um Schwarzenbach, die Schönheit des Fichtelgebirges, ebenso Pferde, Blumen, Stillleben. Auch im Bereich Aktmalerei sind etliche Werke entstanden. Seit 1967 nahm er an der Ausstellung der Schwarzenbacher Maler teil. Außerdem beteiligte er sich an Ausstellungen in Hof, Bayreuth, Wunsiedel, Schweinfurt und Marktredwitz. Ihm und Alfred Kutzscher zu Ehren fand 2018 eine Ausstellung mit dem Titel "daheim und unterwegs" in der Kunstgalerie im alten Rathaus in Schwarzenbach statt.
Als Liebhaber des Swing brachte er sich die Musikinstrumente Akkordeon, Saxophon und Klarinette selbst bei. Nach dem Krieg gründete er unter seinem Künstlernamen „Enzo“ eine Kapelle, die in örtlichen Tanzlokalen und auf Festen spielte. In späteren Jahren war er mit zwei Musikerfreunden bis 2007 bei zahlreichen Veranstaltungen präsent. Er spielte dabei Akkordeon und sang. Eine CD wurde aufgenommen.